# Camairago
Camairago (Camiràgh in dialetto lodigiano) è un centro abitato del comune italiano di Castelgerundo, di cui è la sede.

## Storia
Di antica origine, appartenne all'arcivescovo di Milano Ariberto d'Intimiano, ai Visconti e ai Borromeo (1440), che ricostruirono il castello, dopo le distruzioni causate dalle lotte comunali tra Milano e Lodi.

Fortificata da Marco Antonio Colonna (1521), soffrì l'occupazione dei Lanzichenecchi diretti a Mantova (1621).
In età napoleonica (1809-16) Camairago fu frazione di Cavacurta, recuperando l'autonomia con la costituzione del Regno Lombardo-Veneto.
Il nome antico, di epoca alto-medievale, era "Camariaco" che deriva da Camerte Camairago, ritenuto l'effettivo fondatore.
Nel 2016 si è avviato il percorso di fusione con il comune di Cavacurta e si è concretizzato con la vittoria del "sì" nel referendum del 22 ottobre 2017.

### Simboli
Lo stemma e il gonfalone di Camairago erano stati concessi con decreto del presidente della Repubblica del 4 settembre 1997.
Stemma
Gonfalone

## Monumenti e luoghi d'interesse
L'abitato conserva il castello dei Borromeo, edificato su un preesistente fortilizio medievale e il Santuario della Madonna della Fontana eretto in antichità alla Vergine Maria. La storia narra di una fonte, tuttora esistente, di acqua miracolosa che in passato ha guarito storpi e ammalati.

## Società

### Evoluzione demografica
Abitanti censiti

### Etnie e minoranze straniere
Al 31 dicembre 2008 gli stranieri residenti nel comune di Camairago in totale sono 81, pari al 12,79% della popolazione. Tra le nazionalità più rappresentate troviamo:
| Paese   | Popolazione (2008) |
| ------- | ------------------ |
| India   | 32                 |
| Marocco | 17                 |

## Geografia antropica
Secondo l'ISTAT, il territorio comprende il centro abitato di Camairago e le località di Bosco Valentino e Mulazzana.

## Economia
L'agricoltura rappresenta la maggiore attività economica locale, con la coltivazione di mais e foraggi e l'allevamento di suini e bovini. Anche se alcune di queste aziende agricole hanno una certa dimensione, tuttavia notevole è il pendolarismo su Milano e altri centri.

Quasi assente l'attività industriale, si conta invece qualche impresa artigiana.

## Amministrazione
Segue un elenco delle amministrazioni locali.
| Periodo | Periodo | Primo cittadino        | Partito                       | Carica  | Note |
| ------- | ------- | ---------------------- | ----------------------------- | ------- | ---- |
| 1946    | 1947    | Pietro Sgariboldi      |                               | Sindaco |      |
| 1947    | 1956    | Giovanni Cremonesi     |                               | Sindaco |      |
| 1956    | 1960    | Pietro Sgariboldi      |                               | Sindaco |      |
| 1960    | 1970    | Gianfranco Pizzamiglio |                               | Sindaco |      |
| 1970    | 1975    | Gianluigi Pandolfi     |                               | Sindaco |      |
| 1975    | 1989    | Giuseppe Locatelli     |                               | Sindaco |      |
| 1989    | 1990    | Attilio Battisti       |                               | Sindaco |      |
| 1990    | 2004    | Giuseppe Gozzini       |                               | Sindaco |      |
| 2004    | 2014    | Renzo Clerici          | lista civica (centrosinistra) | Sindaco |      |
| 2014    | 2018    | Giuseppe Gozzini       | lista civica                  | Sindaco |      |